# Jessica Yellin
Jessica Sage Yellin (Los Angeles, 25 februari 1971) is een Amerikaanse journalist. Zij heeft onder andere gewerkt voor de zenders ABC en CNN.
In 1998 begin Yellin bij de lokale omroep Central Florida News 13. Na haar baan als anchor en correspondent bij MSNBC stapte ze in 2003 over naar ABC, waar zij onder andere werkte voor Good Morning America. Tevens was zij correspondent voor het Witte Huis. In augustus 2007 stapte Yellin over naar CNN en ging aan de slag als politiek verslaggever in Washington D.C.. In juni 2011 werd zij benoemd tot Chief White House Correspondent voor. Twee jaar later verliet zij CNN.
In 2018 startte Yellin het nieuwsbulletin #NewsNotNoise via instagram.
In 2019 publiceerde zij haar boek Savage News over het fictieve leven van een televisiejournaliste. Yellin heeft hierin gebruik gemaakt van haar eigen ervaringen.